# Ma és holnap
Ma és holnap è un film muto del 1912 diretto da Mihály Kertész. Il regista che, emigrato negli Stati Uniti dove avrebbe preso il nome di Michael Curtiz, diventò uno dei più popolari nomi del cinema statunitense, è qui al suo esordio dietro alla macchina da presa e appare anche tra gli interpreti del film.

## Produzione
Il film fu prodotto in Ungheria.

## Distribuzione
Uscì nelle sale cinematografiche ungheresi il 14 ottobre 1912. In Polonia prese il titolo Dzis i jutro, mentre internazionalmente prese quello inglese di Today and Tomorrow.